# Dejan Stojanović (calciatore)
Dejan Stojanoviḱ (in macedone Дејан Стојановиќ?; Feldkirch, 19 luglio 1993) è un calciatore macedone con cittadinanza austriaca, portiere dell'Altach.

## Biografia
Anche suo padre Aco e suo fratello Stefan sono stati calciatori professionisti.

## Caratteristiche tecniche
È un portiere forte fisicamente.

## Carriera

### Club

#### Gli inizi
Cresciuto calcisticamente nelle giovanili del Vorarlberg, nella stagione 2010-2011 ha giocato da titolare al Lustenau 07, squadra militante nella Erste Liga, la serie B austriaca.

#### Bologna, Crotone e San Gallo
Viene scoperto da Salvatore Bagni, ex consulente di mercato del Bologna, che nel luglio 2011, al compimento del 18º anno di età da parte del portiere, si assicura le sue prestazioni per la cifra di 263.000 euro.
Nella stagione 2011-2012 gioca 20 partite con la squadra Primavera del Bologna, aggregandosi soltanto in qualche occasione alla prima squadra come terzo portiere. Esordisce in prima squadra negli ottavi di Coppa Italia contro il Napoli contribuendo alla vittoria del Bologna in trasferta per 1-2, e la conseguente eliminazione del Napoli. L'esordio in Serie A arriva il 5 maggio 2013, quando allo Stadio Olimpico di Roma gioca da titolare l'intera gara contro la Lazio, terminata 6-0 in favore dei biancocelesti. Chiude la stagione con 4 presenze e 9 reti subite.
Nella stagione 2013-2014, oltre ad avere subito una frattura al terzo metacarpo della mano sinistra, viene promosso secondo portiere della squadra (che a fine anno retrocede), giocando solo all'ultima giornata contro la Lazio.
L'anno successivo parte come riserva di Ferdinando Coppola, debuttando in serie B contro il Pescara per sostituire Coppola che era stato espulso.
Gioca altre 4 partite prima di venire ceduto il 21 gennaio 2015 in prestito con diritto di riscatto e controriscatto al Crotone.
Terminato il prestito in Calabria (in cui ha giocato solo 2 partite facendo il secondo di Alex Cordaz), fa ritorno al Bologna, in cui è il terzo portiere e quindi viene ceduto al San Gallo.

#### Middlesbrough e St. Pauli
Il 16 gennaio 2020 viene acquistato a titolo definitivo per 1,1 milioni di euro dalla squadra inglese del Middlesbrough, con cui sottoscrive un contratto di 3 anni e mezzo con scadenza il 30 giugno 2023. Debutta il 7 marzo in occasione del successo per 0-1 contro il Charlton.
Il 5 gennaio 2021 passa in prestito al St. Pauli, in 2. Fußball-Bundesliga categoria cadetta della Bundesliga, dove raccoglie 19 presenze in campionato. Al termine della stagione fa ritorno in Inghilterra.

## Statistiche

### Presenze e reti nei club
Statistiche aggiornate al 30 settembre 2021.
| Stagione             | Squadra              | Campionato           | Campionato | Campionato | Coppe nazionali | Coppe nazionali | Coppe nazionali | Coppe continentali | Coppe continentali | Coppe continentali | Altre coppe | Altre coppe | Altre coppe | Totale | Totale |
| Stagione             | Squadra              | Comp                 | Pres       | Reti       | Comp            | Pres            | Reti            | Comp               | Pres               | Reti               | Comp        | Pres        | Reti        | Pres   | Reti   |
| -------------------- | -------------------- | -------------------- | ---------- | ---------- | --------------- | --------------- | --------------- | ------------------ | ------------------ | ------------------ | ----------- | ----------- | ----------- | ------ | ------ |
| 2009-2010            | Lustenau 07          | EL                   | 1          | -1         | CA              | 0               | 0               | -                  | -                  | -                  | -           | -           | -           | 1      | -1     |
| 2010-2011            | Lustenau 07          | EL                   | 23         | -37        | CA              | 2               | -3              | -                  | -                  | -                  | -           | -           | -           | 25     | -40    |
| Totale Lustenau 07   | Totale Lustenau 07   | Totale Lustenau 07   | 24         | -38        |                 | 2               | -3              |                    | -                  | -                  |             | -           | -           | 26     | -41    |
| 2011-2012            | Bologna              | A                    | 0          | 0          | CI              | 0               | 0               | -                  | -                  | -                  | -           | -           | -           | 0      | 0      |
| 2012-2013            | Bologna              | A                    | 4          | -9         | CI              | 1               | -1              | -                  | -                  | -                  | -           | -           | -           | 5      | -10    |
| 2013-2014            | Bologna              | A                    | 1          | -1         | CI              | 1               | -2              | -                  | -                  | -                  | -           | -           | -           | 2      | -3     |
| 2014-gen. 2015       | Bologna              | B                    | 5          | -7         | CI              | 1               | -2              | -                  | -                  | -                  | -           | -           | -           | 6      | -9     |
| gen.-giu. 2015       | Crotone              | B                    | 2          | -5         | CI              | -               | -               | -                  | -                  | -                  | -           | -           | -           | 2      | -5     |
| 2015-2016            | Bologna              | A                    | 0          | 0          | CI              | 0               | 0               | -                  | -                  | -                  | -           | -           | -           | 0      | 0      |
| Totale Bologna       | Totale Bologna       | Totale Bologna       | 10         | -17        |                 | 3               | -5              |                    | -                  | -                  |             | -           | -           | 13     | -22    |
| 2016-2017            | San Gallo            | SL                   | 4          | -9         | CS              | 2               | -2              | -                  | -                  | -                  | -           | -           | -           | 6      | -11    |
| 2017-2018            | San Gallo            | SL                   | 13         | -23        | CS              | 4               | -7              | -                  | -                  | -                  | -           | -           | -           | 17     | -30    |
| 2018-2019            | San Gallo            | SL                   | 34         | -53        | CS              | 3               | -2              | UEL                | 2                  | -2                 | -           | -           | -           | 39     | -57    |
| 2019-gen. 2020       | San Gallo            | SL                   | 18         | -25        | CS              | 1               | -2              | -                  | -                  | -                  | -           | -           | -           | 19     | -27    |
| Totale San Gallo     | Totale San Gallo     | Totale San Gallo     | 69         | -110       |                 | 10              | -13             |                    | 2                  | -2                 |             | -           | -           | 81     | -125   |
| gen.-giu. 2020       | Middlesbrough        | FLC                  | 8          | -10        | FACup+CdL       | 0+0             | 0               | -                  | -                  | -                  | -           | -           | -           | 8      | -10    |
| 2020-gen. 2021       | Middlesbrough        | FLC                  | 0          | 0          | FACup+CdL       | 0+1             | -3              | -                  | -                  | -                  | -           | -           | -           | 1      | -3     |
| Totale Middlesbrough | Totale Middlesbrough | Totale Middlesbrough | 8          | -10        |                 | 1               | -3              |                    | -                  | -                  |             | -           | -           | 9      | -13    |
| gen.-giu. 2021       | St. Pauli            | ZL                   | 19         | -27        | CG              | 0               | 0               | -                  | -                  | -                  | -           | -           | -           | 19     | -27    |
| 2021-2022            | Middlesbrough        | FLC                  | 0          | 0          | FACup+CdL       | 0+0             | 0               | -                  | -                  | -                  | -           | -           | -           | 0      | 0      |
| Totale carriera      | Totale carriera      | Totale carriera      | 132        | -207       |                 | 16              | -24             |                    | 2                  | -2                 |             | -           | -           | 150    | -233   |